# Dasyvalgus flavomaculatus
Dasyvalgus flavomaculatus är en skalbaggsart som beskrevs av Miyake och Yamaya 1993. Dasyvalgus flavomaculatus ingår i släktet Dasyvalgus och familjen Cetoniidae. Inga underarter finns listade i Catalogue of Life.